# Ренато Дульбекко
Ренато Дульбекко (італ. Renato Dulbecco (22 лютого 1914 — 20 лютого 2012, Катандзаро, Калабрія) — італійський вірусолог, лауреат Нобелівської премії з фізіології і медицині в 1975 у (спільно з Девідом Балтімором та Говардом Теміним) «за відкриття, що стосуються взаємодії між онкогенними вірусами і генетичним матеріалом клітини».